# Almaraz
Almaraz est une commune de la province de Cáceres dans la communauté autonome d'Estrémadure en Espagne.

## Géographie
La commune se trouve à côté de l'autoroute A-5 qui relie Madrid et Badajoz. Elle est située à 200 km de Madrid et à 100 km de la ville de Cáceres. Le village est entouré au nord-nord-ouest par le réservoir d'Arrocampo-Almaraz, construit pour la réfrigération de la centrale nucléaire d'Almaraz.

## Histoire
Almaraz a été le lieu d'une victoire des troupes Napoléonniennes sur les Anglo-Espagnols en 1810.